# Las Flores (Salto)
Las Flores ist eine Ortschaft im Westen Uruguays.

## Geographie
Las Flores befindet sich im Norden des Departamento Salto in dessen Sektor 7. Der Ort liegt dabei nahe der Grenze zum Nachbardepartamento Artigas. Südlich ist Migliaro, südwestlich Lluveras und südöstlich Olivera gelegen.

## Einwohner
Die Einwohnerzahl von Las Flores beträgt 124 (Stand: 2011), davon 61 männliche und 63 weibliche. Für die vorhergehenden Volkszählungen der Jahre 1963, 1975, 1985, 1996 und 2004 sind beim Instituto Nacional de Estadística de Uruguay keine Daten erfasst worden.
| Jahr | Einwohner |
| ---- | --------- |
| 1996 | -         |
| 2004 | -         |
| 2011 | 124       |

Quelle: Instituto Nacional de Estadística de Uruguay